# Amour versus glamour
Amour versus glamour (A Country Wedding) est un téléfilm américain réalisé par Anne Wheeler avec Jesse Metcalfe et Autumn Reeser, diffusé le 27 juin 2015 sur Hallmark Channel et en France le 18 février 2016 sur M6.

## Synopsis
Alors qu'il s'apprête à vivre un mariage hautement glamour avec une célèbre actrice, un chanteur de country retourne dans son Texas natal pour y vendre son ancienne maison. Il retrouve alors son amour d'enfance, Sarah, une cowgirl qui dirige un petit ranch. À ses côtés, il redécouvre un mode de vie simple et naturel qu'il avait oublié…

## Fiche technique
- Réalisation : Anne Wheeler
- Scénariste : Nancey Silvers
- Société de production : Country Road Productions
- Pays d'origine :  États-Unis
- Langue originale : anglais
- Durée : 84 minutes (1 h 24)

## Distribution
- Jesse Metcalfe (VF : Emmanuel Garijo) : Bradley
- Autumn Reeser (VF : Fily Keita) : Sarah
- Laura Mennell (VF : Hélène Bizot) : Catherine
- Hrothgar Mathews : James
- Lauren Holly : Margaret
- Aaron Craven : Adam
- Peter Bryant : Stan
- Joseph Allan Sutherland : Sam
- Lydia Campbell : Sally
- Julie Lynn Mortensen : Mme Burnet
- Kevin Mundy : M. Burnet
- Sebastien Archibald : le photographe
- Amy Reid : la serveuse
- Briana Buckmaster : Monica
- Ken Godmere (VF : Jean-Marc Charrier) : Baker

voix additionnelles : Gérard Surugue, Rody Benghezala et Elisabeth Wiener
 Source et légende : version française (VF) sur RS Doublage et selon le carton de doublage télévisuel.

## Autour du film
Succès d'audience aux États-Unis, ce téléfilm porté par le duo Jesse Metcalfe / Autumn Reeser a par la suite été classé à la deuxième place des Family Movie Awards de l'année 2015.